# Tubeway Army
 (février 2023).
Si vous disposez d'ouvrages ou d'articles de référence ou si vous connaissez des sites web de qualité traitant du thème abordé ici, merci de compléter l'article en donnant les références utiles à sa vérifiabilité et en les liant à la section « Notes et références ».
Albums de Tubeway Army
Replicas
Tubeway Army est le premier album de Gary Numan, fortement ancré dans la new wave émergente, comprenant aussi des influences punk. Il fut enregistré avec le premier groupe de Gary Numan, Tubeway Army. On appelle aussi ce disque l'album bleu, en raison de la jaquette ainsi que du vinyle teinté de cette couleur. L'album a été réédité en 2004 avec un CD bonus, comprenant des interprétations live et intitulé Living Ornaments '78 - Live At The Roxy. On y retrouve d'ailleurs une chanson du Velvet Underground, White Light, White Heat, une composition de Lou Reed.

## Listes des titres
Toutes les chansons furent composées par Gary Numan excepté White Light/White Heat (Lou Reed).
1. Listen to the Sirens – 3:06
2. My Shadow in Vain – 2:59
3. The Life Machine – 2:45
4. Friends – 2:30
5. Something's in the House – 4:14
6. Every Day I Die – 2:24
7. Steel and You – 4:44
8. My Love Is a Liquid – 3:33
9. Are You Real? – 3:25
10. The Dream Police – 3:38
11. Jo the Waiter – 2:41
12. Zero Bars (Mr Smith) – 3:12

- Deuxième CD bonus de la réédition de 2004.
- Living Ornaments '78 - Live At The Roxy

1. Positive Thinking (live) – 2:56
2. Boys (live) – 2:13
3. Blue Eyes (live) – 2:03
4. You Don't Know Me (live) – 2:28
5. My Shadow in Vain (live) – 4:13
6. Me My Head (live) – 4:10
7. That's Too Bad (live) – 3:26
8. Basic J (live) – 3:03
9. Do Your Best (live) – 2:40
10. Oh! Didn't I Say (live) – 2:31
11. I'm a Poseur (live) – 2:30
12. White Light/White Heat (live) – 2:49
13. Kill St. Joy (live) – 3:46

### Musiciens
- Gary Numan – claviers, guitares, chant
- Paul Gardiner – basse, chœurs
- Jess Lidyard (oncle de Gary Numan) – batterie (1 à 11)
- Bob Simmonds - batterie (13 à 25)